# Редмонд, Мардж
Мардж Редмонд  (англ. Marge Redmond, 14 декабря 1924 – 10 февраля 2020) — американская актриса и певица.
Редмонд родилась в Кливленде, штат Огайо и была первой женой актёра Джека Уэстона. В конце 1950-х она добилась значительного успеха благодаря выступлениям в ряде успешных бродвейских мюзиклов, а после начала карьеру на телевидении, где сыграла более пятидесяти ролей в последующие четыре десятилетия.
Редмонд наиболее известна благодаря своей роли в ситкоме ABC «Летающая монахиня», где она снималась с Салли Филд с 1967 по 1970 год. Роль принесла ей номинацию на премию «Эмми» за лучшую женскую роль второго плана в комедийном телесериале. В последующие годы она делала лишь гостевые появления на телевидении, в таких шоу как «Улицы Сан-Франциско», «Барнаби Джонс», «Коломбо», «Мерфи Браун», «Шоу Косби», «Мэтлок» и «Закон и порядок».

## Избранная фильмография
| Год       |   | Русское название                 | Оригинальное название        | Роль                         |
| --------- | - | -------------------------------- | ---------------------------- | ---------------------------- |
| 1962      | с | Шоу Донны Рид                    | The Donna Reed Show          | Алма                         |
| 1963      | с | Сумеречная зона                  | The Twilight Zone            | секретарь                    |
| 1964      | с | Беглец                           | The Fugitive                 | Норма                        |
| 1965      | с | Перри Мейсон                     | Perry Mason                  | Хенриетта Халл               |
| 1965      | с | Семейка монстров                 | The Munsters                 | мисс Хазлетт / миссис Стюарт |
| 1966      | ф | Азарт удачи                      | The Fortune Cookie           | Шарлотт Гингрич              |
| 1967—1970 | с | Летающая монахиня                | The Flying Nun               | сестра Жаклин                |
| 1970      | с | ФБР                              | Perry Mason                  | Дорис Юбенкс                 |
| 1971      | ф | Джонни взял ружье                | Johnny Got His Gun           | первая медсестра             |
| 1974      | с | Улицы Сан-Франциско              | The Streets of San Francisco | Рут Сандерс                  |
| 1976      | ф | Семейный заговор                 | Family Plot                  | Вера Ханнаган                |
| 1976      | с | Семья                            | Family                       | сержант Стрейчи              |
| 1979      | с | Досье детектива Рокфорда         | The Rockford Files           | Элеанор Бейтман              |
| 1988      | с | Охотник                          | Hunter                       | Дженнифер Брашер             |
| 1989      | с | Коломбо                          | Columbo                      | Хелен Хендрикс               |
| 1989      | с | Мерфи Браун                      | Murphy Brown                 | Айда Мэй                     |
| 1990      | с | Женаты… с детьми                 | Married… with Children       | мисс Бейер                   |
| 1990      | с | Шоу Косби                        | The Cosby Show               | миссис Лебо                  |
| 1991—1992 | с | Мэтлок                           | Matlock                      | миссис Маккардл              |
| 1993      | ф | Не слышу зла                     | Hear No Evil                 | миссис Кендалл               |
| 1993      | ф | Загадочное убийство в Манхэттене | Manhattan Murder Mystery     | миссис Далтон                |
| 1997      | с | Закон и порядок                  | Law & Order                  | судья Лора Тисдейл           |